# Youssef Hajdi
Pour les articles homonymes, voir Hadji.
Youssef Hajdi est un acteur français né le 8 juin 1979 à Tarascon.

## Biographie
Né à Tarascon dans les Bouches-du-Rhône de parents marocains, il grandit de l'autre côté du Rhône à Beaucaire dans le Gard. Cette ville lui étant chère, il deviendra, plus tard, le parrain du festival de cinéma organisé par l’association « Têtes à Clap ».
Ayant toujours rêvé de devenir comédien, il arrive à Paris à vingt ans. Il fait ses premiers pas sur scène au café-théâtre « Le Bout » et au théâtre de l'Avancée, puis, de 2002 à 2005, il suit une formation d’acteur dispensée par Jack Waltzer (en), membre à vie de l'Actors Studio.
Il débute au cinéma dans 13 m² de Barthélémy Grossmann, film qui lui vaut une pré-nomination au César 2008, catégorie Meilleur Espoir masculin, parrainé par Jacques Audiard. Il se fait remarquer dans Les Aventures extraordinaires d'Adèle Blanc-Sec de Luc Besson et dans Micmacs à tire-larigot de Jean-Pierre Jeunet. En 2012, il est le partenaire d'Omar Sy et Laurent Lafitte dans De l'autre côté du périph de David Charhon et, en 2013, il partage l'affiche avec Éric Judor dans Mohamed Dubois d'Ernesto Ona.
En 2014, il tourne dans le téléfilm La Dernière Échappée de Fabien Onteniente, où il interprète Eddy Clavel, médecin veillant sur la santé de Laurent Fignon (interprété par Samuel Le Bihan), alors atteint d’un cancer en phase terminale et consultant sur le Tour de France 2010.
En 2015, il prête sa voix au personnage de Marcel dans le film d’animation Pourquoi j'ai pas mangé mon père réalisé par Jamel Debbouze.

## Filmographie

### Cinéma

#### Longs métrages
- 2007 : Truands de Frédéric Schoendoerffer : un acheteur
- 2007 : 13 m² de Barthélémy Grossmann : Réza
- 2007 : L'Invité de Laurent Bouhnik  : le candidat entretien de recrutement #8
- 2008 : La Première Étoile de Lucien Jean-Baptiste : le Roumain
- 2008 : Black de Pierre Laffargue : Al Kaïd
- 2009 : Micmacs à tire-larigot de Jean-Pierre Jeunet : l'arabe aux dents en or
- 2010 : Les Aventures extraordinaires d'Adèle Blanc-Sec de Luc Besson : Aziz
- 2011 : Halal police d'État de Rachid Dhibou : le cousin de Farid
- 2011 : La Ligne droite de Régis Wargnier : Rémy
- 2011 : Low Cost de Maurice Barthélémy : le pilote de l’avion
- 2011 : Les Hommes libres d'Ismaël Ferroukhi : Messaoud
- 2012 : De l'autre côté du périph de David Charhon : Giovanni/Nabil
- 2013 : Mohamed Dubois d'Ernesto Ona : Moustafa Kherab
- 2013 : Gibraltar de Julien Leclercq : le messager
- 2013 : Au bonheur des ogres de Nicolas Bary : Amar
- 2014 : Vincent n'a pas d'écailles de Thomas Salvador : Driss
- 2014 : Tête baissée de Kamen Kalev : Driss
- 2015 : Les Nouvelles Aventures d'Aladin d'Arthur Benzaquen : Cheik Loukoums
- 2015 : Braqueurs de Julien Leclercq : Nasser
- 2017 : Problemos d'Éric Judor : Simon
- 2018 : Larguées d'Éloïse Lang : Charlemagne
- 2018 : Pupille de Jeanne Herry : Ahmed
- 2019 : Le Daim de Quentin Dupieux : Olaf
- 2019 : Damien veut changer le monde de Xavier de Choudens : Marco
- 2019 : Bêtes blondes de Maxime Matray et Alexia Walther : Johann
- 2020 : Divorce Club de Michaël Youn : Helmut
- 2020 : C'est la vie de Julien Rambaldi : Nathan
- 2020 : Brutus vs César de Kheiron : Vercingétorix
- 2022 : Big Bug de Jean-Pierre Jeunet : Victor
- 2023 : Zodi et Téhu, frères du désert d'Éric Barbier : Tarek
- 2023 : Petit Jésus de Julien Rigoulot : Hakim
- 2023 : Cash de Jérémie Rozan : Ange
- 2023 : Nouveau départ de Philippe Lefebvre : Marwan
- 2025 : Le Routard de Philippe Mechelen : Inspecteur Slimane
- 2025 : Un mariage sans fin de Patrick Cassir : Hakim
- 2025 : Comme des riches d'Amin Harfouch : Giuseppe

#### Courts métrages
- 2004 : Dernière chance de Gaël Cabouat : le banquier
- 2005 : El Derechazo de Pascal Sid et Julien Lacombe : Roché
- 2005 : L’Homme qui frappe à la porte de Grégory Rateau : David
- 2006 : Night train de David Capelle : Rachid Brown
- 2007 : Excusez-moi de Lucas Fabiani et Axel Philippon
- 2009 : Duty call de Sébastien Cirade : Patrick
- 2009 : Tornardo Airlines de Barthélémy Picq : Roy Silverman
- 2010 : Le Temps de la balle d'Hervé Jakubowicz : l'officier Irakien
- 2010 : Lignes de Johann Bertelli : Majid
- 2010 : La Glisse d'Yan Epstein
- 2011 : Maelle de Bibi Naceri et Sheby : voix
- 2011 : En attendant 6 heures de Cheyenne Corre : Samy Carrela
- 2014 : Scratch d'Enzo Onteniente, Mamadou Fadé et Lamine Diaby
- 2017 : L'Affaire du siècle de Victoria Musiedlak : Châtain
- 2018 : Beautiful Loser de Maxime Roy : Houcine
- 2018 : Ne demande pas ton chemin de Deborah Hassoun : Dc Demay
- 2019 : Le Fantôme d'Antoine Barillot et Jhon Rachid : Rani

### Voix films d'animation
- 2015 : Pourquoi j'ai pas mangé mon père de Jamel Debbouze : Marcel
- 2016 : Deux escargots s’en vont de Jean-Pierre Jeunet

### Télévision

#### Téléfilms
- 2011 : 1, 2, 3, voleurs de Gilles Mimouni : Régis
- 2012 : Médecin-chef à la Santé d’Yves Rénier : Driss Chahidi
- 2014 : La Dernière Échappée de Fabien Onteniente : Eddy Clavel
- 2020 : Apprendre à t'aimer de Stéphanie Pillonca : Zack
- 2022 : Disparition inquiétante (série, épisode 5 « Consentement parental »), réalisé par Stéphanie Pillonca : Alaoui
- 2022 : Tous Inconnus  de Nicolas Hourès :  Lui-même
- 2023 : L'Incroyable Embouteillage de David Charhon : Grégoire

#### Séries télévisées
- 2006 : Léa Parker, épisode Entre la vie et la mort de Robin Davis : Gabriel Mantoni
- 2008 : Engrenages, saison 2, de Gilles Bannier : Rachid
- 2009 : PJ, épisode Échec scolaire de Thierry Petit : Mehdi
- 2009 : Suite noire, épisode Vitrage à la corde de Laurent Bouhnik : le mari
- 2009 : Enquêtes réservées, épisode Une mort effacée de Bruno Garcia : Giovanni
- 2010 : Équipe médicale d'urgence, épisode No life d’Étienne Dhaene : le capitaine Masmonteil
- 2011 : Zak, épisode Joe Haleine d’Arthur Benzaquen : DJ Boala
- 2011-2019 : Platane, saisons 1 à 3, d'Éric Judor et Denis Imbert : Steve/Claudio
- 2013 : No Limit, épisode Diamants de sang de Barthélémy Grossmann : Choulken
- 2015 : Le Bureau des légendes, saison 1, d'Eric Rochant : Monsieur Jacques
- 2016 : Héroïnes, d'Audrey Estrougo pour Arte : Amin
- 2016 : Serge Le Mytho : le boucher (2 épisodes)
- 2016 : Héroïnes d'Audrey Estrougo : Amin Zerktouni
- 2017 : Playground, d'Olivier Schneider : Max
- 2018 : Croc Love : le boss
- 2019 : Peplum : La Folle histoire du mariage de Cléopâtre : Mato
- 2019 : Toi toi mon toit de Denis Imbert : Wissem
- 2019 : Mouche de Jeanne Herry : le conseiller bancaire
- 2020 : Les Copains d'abord de Denis Imbert : Wissem
- 2020 : La Flamme (série télévisée, Canal+) : Orchidée
- 2020-2021 : Validé (série Canal+) de Franck Gastambide : Nabil

### Vidéo
- 2011 : Made in Jamel de Jamel Debbouze et Denis Thibault : James

## Théâtre
- 2003 : Pour un oui ou pour un non de Nathalie Sarraute, mise en scène Barthélémy Grossmann, en Suisse
- 2010 : Carmen Acte 2 d’après Georges Bizet, adaptation et mise en scène Alexis Michalik, Ciné 13 Théâtre
- 2010 : Fando et Lis de Fernando Arrabal, mise en scène Aymeric Lecerf, à Saint-Jean-de-Luz
- 2019 : Les Justes d'Albert Camus, mise en scène d'Abd Al Malik, Théâtre du Châtelet

## Discographie
- 2011 : La voiture rouge

## Distinctions
- 2008 : Prénomination pour le César du meilleur espoir masculin pour 13 m² de Barthélémy Grossmann
- 2014 : Prénomination pour le César du meilleur espoir masculin pour Mohamed Dubois d'Ernesto Ona